# Barit
Barit (baryt), công thức (BaSO4), là một khoáng vật chứa bari sunfat. Nhóm barit bao gồm barit, celestin, anglesit và anhydride. Barit nhìn chung có màu trắng hoặc không màu, và là nguồn chủ yếu cung cấp chủ yếu của bari. Barit và celestin tạo thành hỗn hợp rắn (Ba,Sr)SO4.

## Tên gọi và lịch sử

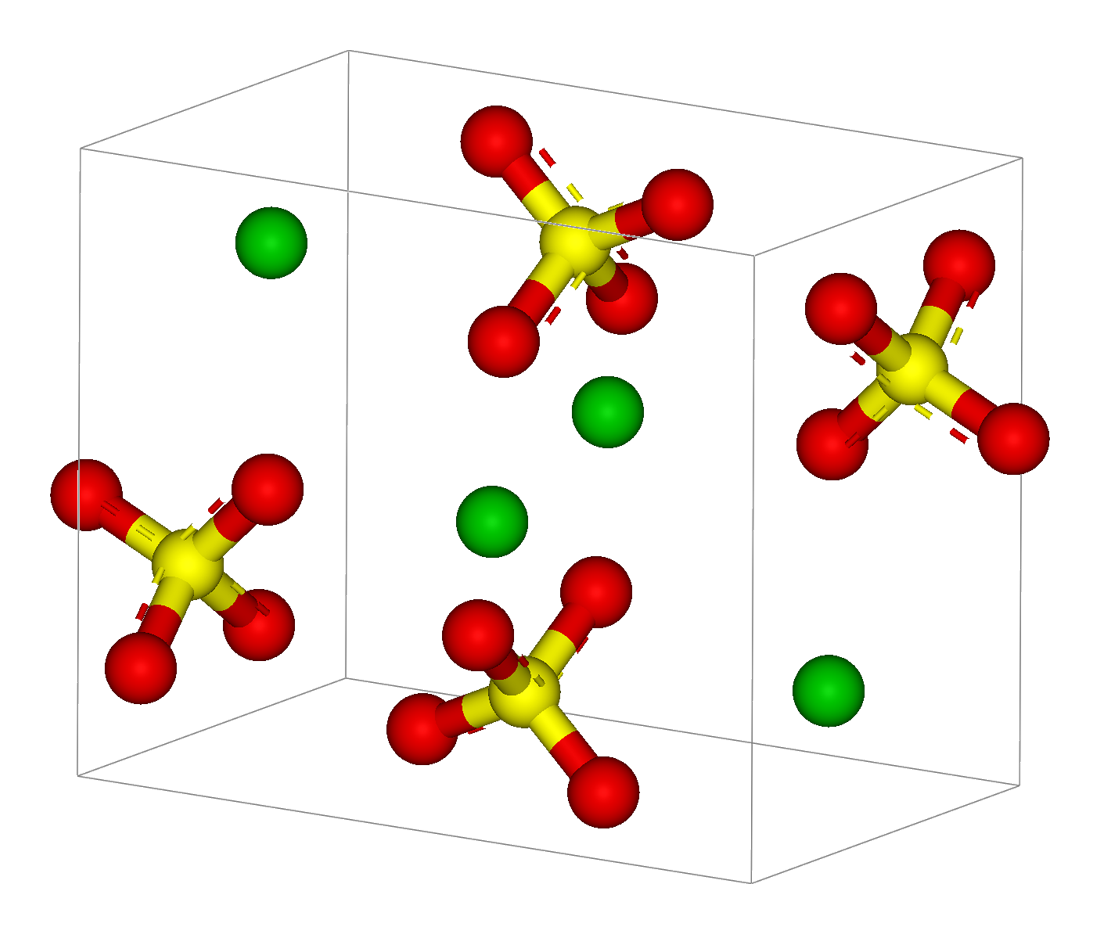
Cấu trúc tinh thể của barit

Dạng tỏa tia, đôi khi được gọi là Đá Bologna, bị các nhà giả kim gắn cho tiếng xấu vì các mẫu vật phát lân tinh được tìm thấy những năm 1600 bởi Vicenzo Cascariolo.
Tên gọi Barit được lấy từ tiếng Hy Lạp βαρύς (có nghĩa là nặng).
Thuật ngữ "barit nguyên thủy" dùng để chỉ sản phẩm có tính thương mại đầu tiên, trong đó bao gồm barit thô và các sản phẩm của quá trình tinh chế đơn giản, như là rửa, sàng, lọc các khối lớn, tuyển quặng, tách đãi và tách bằng từ. Phần lớn barit thô cần đạt mức tối thiểu về độ tinh khiết và tỉ khối. Barit mà được sử dụng như một hỗn hợp xi măng "nặng" được nghiền nát và sàng lọc đến một kích thước đồng bộ. Phần lớn barit được xay đến kích thước nhỏ, đồng đều trước khi được sử dụng như tác nhân lấp đầy hoặc mở rộng, phụ gia cho sản phẩm công nghiệp, hoặc là tác nhân hỗ trợ trong dung dịch khoan giếng dầu.

### Các tên khác
Barit còn được gọi với các tên khác như là barytin, barytit, schwerspath, barytes, Heavy Spar, hoặc tiff.

## Liên kết khoáng vật, địa điểm phân bố

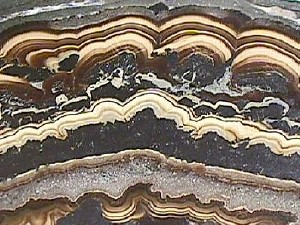
Barit với Galen và Hematit từ Ba Lan

Barit tồn tại chủ yếu trong các mỏ, và được thành tạo bằng nhiều phương thức khác nhau, trong đó có quá trình sinh học, nhiệt dịch và hóa hơi. Barit thông thường tồn tại ở các mạch Chì – Kẽm trong đá vôi, trong các mỏ suối nước nóng, hoặc cùng với quặng hematit. Nó thường liên kết với khoáng vật anglesit và celestin. Barit cũng được xác định trong các thiên thạch.
Barit đã được tìm thấy ở Cheshire, Connecticut, De Kalb, New York, Fort Wallace, New Mexico, cũng như được khai thác ở Arkansas, Connecticut, Virginia, Bắc Carolina, Georgia, Tennessee, Kentucky, Nevada, và Missouri ở Mỹ. Bên ngoài Mỹ, có các vùng khác như Baia Sprie, Romania, Westmoreland, Cornwell, Cumberland, Derbyshire, Muirshiel, Perthshire, Argyllshire và Surrey ở Anh, Canada, Iran, Ngoài ra còn có ở Trung Quốc, Ấn Độ, Maroc, Peru, Chile, Libya, Thổ Nhĩ Kỳ, Ireland), Canada, Iran, Brasil, Hy Lạp và vùng Barberton Mountain Land, Nam Phi.

## Sử dụng
77% Barite được sử dụng như tác nhân hỗ trợ cho dung dịch khoan trong thăm dò dầu mỏ và khí đốt. Các công dụng khác: trong các ứng dụng tăng giá trị cho sản phẩm như trong ô tô, điện tử, màn hình TV, cao su và gốm kính và công nghiệp sơn, bảo vệ khỏi phóng xạ và ứng dụng trong y học (ví dụ, thức ăn có chứa bari trước khi quét tương phản CAT). Barit được cung cấp ở nhiều dạng và giá cả khác nhau phụ thuộc vào quá trình xử lý. Bằng quá trình vật lý như nghiền và ép vụn, sau đó tiếp tục được xử lý để đạt độ trắng, sáng và màu sắc thích hợp, barit có thể thay thế các vật phẩm có giá cao hơn. Barit cũng được sử dụng trong việc sản xuất sơn và giấy.
Trong quá khứ, barit được sử dụng để sản xuất bari hydroxide để luyện đường, làm màu nhuộm cho sợi dệt, giấy và sơn.
Mặc dù barit chứa kim loại "nặng" (bari), nó không được xếp vào hóa chất độc bởi phần lớn các nước vì tính chất rất khó hòa tan.

### Phép đo cổ nhiệt

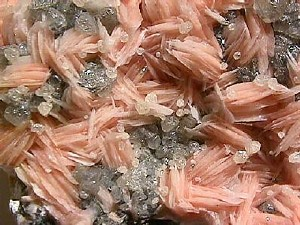
Barit với Cerussit từ Maroc

Ở các vùng đại dương sâu, cách xa các nguồn trầm tích từ lục địa, barit ở đại dương kết tinh và tạo thành lượng lớn trầm tích. Vì barit chứa oxy trong đó có đồng vị δ18O, barit được sử dụng để thực hiện phép đo cổ nhiệt với vỏ đại dương. Sự khác nhau của các đồng vị Lưu huỳnh được sử dụng tương tự như vậy.